# Trottiscliffe
Trottiscliffe es una parroquia civil y un pueblo del distrito de Tonbridge and Malling, en el condado de Kent (Inglaterra).

## Geografía
Según la Oficina Nacional de Estadística británica, Trottiscliffe tiene una superficie de 5,54 km².

## Demografía
Según el censo de 2001, Trottiscliffe tenía 490 habitantes (48,57% varones, 51,43% mujeres) y una densidad de población de 88,45 hab/km². El 16,33% eran menores de 16 años, el 77,55% tenían entre 16 y 74 y el 6,12% eran mayores de 74. La media de edad era de 43,95 años. Del total de habitantes con 16 o más años, el 19,51% estaban solteros, el 68,78% casados y el 11,71% divorciados o viudos.
El 96,94% de los habitantes eran originarios del Reino Unido. El resto de países europeos englobaban al 1,43% de la población, mientras que el 1,63% había nacido en cualquier otro lugar. Según su grupo étnico, el 98,78% eran blancos, el 0,61% mestizos y el 0,61% asiáticos. El cristianismo era profesado por el 79,92%, el sijismo por el 0,61% y cualquier otra religión, salvo el budismo, el hinduismo, el judaísmo y el islam, por el 0,61%. El 12,58% no eran religiosos y el 6,29% no marcaron ninguna opción en el censo.
234 habitantes eran económicamente activos, 228 de ellos (97,44%) empleados y 6 (2,56%) desempleados. Había 202 hogares con residentes, 5 vacíos y 4 eran alojamientos vacacionales o segundas residencias.